# Polybasiet
Het mineraal polybasiet is een zilver-koper-antimoon-sulfide met de chemische formule Ag12Cu4Sb2S11.

## Eigenschappen
Het opaak donkerrobijnrode of zwarte polybasiet heeft een submetallische glans, een roodzwarte streepkleur en het mineraal kent een slechte splijting volgens het kristalvlak [100]. Het kristalstelsel is monoklien. Polybasiet heeft een gemiddelde dichtheid van 4,8, de hardheid is 2,5 tot 3 en het mineraal is niet radioactief.

## Naamgeving
De naam van het mineraal polybasiet is afgeleid van de Griekse woorden poly ("veel") en basis, dat "base" betekent. Dit vanwege het basische karakter van het mineraal.

## Voorkomen
Polybasiet is een algemeen mineraal dat wordt gevormd in hydrothermale aders in zilver-houdend gesteente van lage tot gemiddelde temperatuur. De typelocatie is niet gedefinieerd. Het mineraal wordt onder andere gevonden in Guanajuato, Mexico.